# Miskolc díszpolgára
A Miskolc díszpolgára, vagy Miskolc város díszpolgára címet Miskolc önkormányzatának képviselő testülete adományozza évente legfeljebb két személynek. Átadására május 11-én, Miskolc város ünnepén kerül sor.

## Története
A Miskolc díszpolgára címet a kiegyezést követően hozták létre létre. A városi közgyűlés 1861-ben tárgyalta a címadományozás kérdését, azonban első ízben 1886-ban választottak díszpolgárt: Kossuth Lajost.
Kossuth díszpolgárrá avatása annak az országos tiltakozásnak a része volt, ami az 1879-ben elfogadott ún. honossági törvény miatt kezdődött, ami megfosztotta volna Kossuthot a magyarságától. A Kossuth Lajost „befogadó” közgyűlési határozatot követően a városért, a város érdekében végzett kiemelkedő, az utókor számára példaként állítható munkát ismerték el a díszpolgári címmel. 1886 és 1927 között az úgynevezett Aranykönyv szolgált a címadományozás adatainak megőrzésére: ez volt a díszpolgárok könyve.
Az 1922 és 1949 közötti polgármesterek idejében gróf Bethlen Istvánon kívül (1927) új díszpolgárt nem avattak. A második világháborút követően, 1948-ban merült fel ismét a kérdés, ám akkor is három díszpolgári cím elvétele állt a középpontban: Habsburg–Lotaringiai József Károly főherceg, Andrássy Gyula és Bethlen István címének visszavonását kezdeményezték a megváltozott politikai helyzetben. 1948-ban azonban nem csak a címek egyes személyektől való visszavonásáról döntöttek, hanem magának a díszpolgári elismerésnek a megszüntetéséről is. Erre utal legalábbis, hogy legközelebb negyed századdal később, 1973-ban foglalkoztak ismét a címmel: annak létrehozása mellett határozva. 1973 és 1989 között 25 személy kapta meg a kitüntető címet, köztük több szovjet állampolgár is, akik a testvérvárosi kapcsolatok kiépítésében, a város németektől való visszafoglalásában, míg más későbbi katonai parancsnokként érdemelte ki az elismerést.
1990-ben a tanácsrendszert váltó önkormányzat lényegében megszüntette a díszpolgári címet, hogy aztán két évvel később, 1992-ben újra bevezesse, számos más kitüntetéssel egy időben. Az első rendelet még október 23-át jelölte ki a díjak átadása napjául, 1993-ban azonban úgy döntöttek, hogy május 11. lesz Miskolc város ünnepe, és akkor adják át a kitüntetéseket. Az utoljára 2004-ben módosított rendelet szövege értelmében

„A közgyűlés a város közéleti szolgálatában, a gazdasági, szervezői, tudományos, művészeti, közoktatási és közművelődési életében, a testnevelési és sportmozgalmában, az egészségügyi és szociális ellátásában, valamint a környezet- és természetvédelem területén szerzett kimagasló érdemek, vagy az egész életmű elismerésére”

adható a díszpolgári cím.

## A díszpolgári cím
A díszpolgári cím adományozásáról díszes kivitelű, a város címerét is tartalmazó oklevelet és igazolványt kell kiállítani. A kitüntetéssel viselhető jelvény és arany pecsétgyűrű jár. A kitüntetéssel járó jelvény „Miskolc Város Díszpolgára” felirat körében a város címerét tartalmazza. Az arany pecsétgyűrűt a város címere ékesíti. 
A cím birtokosa viselheti a jelvényt, meghívót kap az önkormányzat által szervezett rendezvényekre és ünnepségekre, külön döntés alapján képviselheti az önkormányzatot delegációban, elhunyta esetén díszsírhely illeti meg.